# Кашка, Веджие
Веджие́ Кашка́ (крымскотат. Veciye Qaşqa, Веджие Къашкъа, укр. Веджіє Кашка; 1 июля 1935, Ускут — 23 ноября 2017, Симферополь) — активистка крымскотатарского национального движения. «Новая газета» и другие крымскотатарские активисты называли её «символом», «открывшей путь на родину», «Матерью Терезой нашего народа» и отмечали высокий авторитет пожилой женщины в последние годы жизни. Обстоятельства попытки последнего задержания активистки и смерти Веджие Кашка вызвали полемику и споры. По одной версии речь шла о вымогательстве денег у гражданина Турции, на которое и реагировали правоохранительные органы, по другой случившееся явилось преследованием. Несколько человек были задержаны в тот же день по тому же делу.

## Биография
В 1944 году в девятилетнем возрасте вместе с остальными крымскими татарами была депортирована из Крыма в Узбекистан. В 1950-е присоединилась к крымскотатарскому движению. В конце 1960-х попыталась вернуться, но была изгнана по причине отсутствия прописки. В 1969 история повторилась. В 1974 после заступничества Андрея Сахарова смогла поселиться в Крыму. В советское и постсоветское время в доме Веджие Кашка собирались крымскотатарские активисты. Женщина участвовала в деятельности движения, ездила с поручениями в Москву и Турцию, помогала организовывать массовые мероприятия. После событий 2014 года выступала за блокаду Крыма.
В 2012 году скончался её муж. В последний год жизни она болела, ездила на лечение в Турцию.

### Обстоятельства смерти
При задержании в симферопольском кафе 23 ноября 2017 83-летней Веджие Кашка, по некоторым данным, болевшей раком, стало плохо. Была вызвана скорая помощь, но женщина скончалась по дороге в больницу.
Сразу после задержания нескольких человек и попытки задержания Кашка крымская пресса писала о том, что эти люди вымогали деньги у гражданина Турции, имевшего отношения с внучкой В. Кашка.
Согласно сообщению «Крым. Реалии», Рефат Чубаров заявил, что к активистке было применено насилие.
На похоронах присутствовало множество людей. МИД Украины выразило соболезнования. Президент Украины Пётр Порошенко обвинил в случившемся Россию.